# Jonas Lundén
Jonas Erik Vallentin Lundén, född 27 december 1980 i Borlänge, är en svensk före detta fotbollsspelare som numera är sportchef för GAIS akademi. Han avslutade sin spelarkarriär i Gais. Han innehade positionen som högerback men kunde även spela som vänsterback och yttermittfältare. 
Karriären inleddes i Forssa BK och Lundén fick senare kontrakt med IFK Göteborgs juniorlag innan han tog steget upp i deras a-lag 1999. Då spelade han som anfallare, och det var som sådan han värvades till IF Elfsborg säsongen 2002, men konkurrensen om anfallsplatserna var hård i Elfsborg och han tog steget ner till att spela som yttermittfältare och ytterback. I Gais har han främst spelat som ytterback.